# Berga kyrka, Västergötland
Berga kyrka är en kyrkobyggnad som sedan 2004 tillhör Lyrestads församling (tidigare Berga församling) i Skara stift. Den ligger omkring sex kilometer nordost om centralorten i Mariestads kommun.

## Kyrkobyggnaden
Den ursprungliga kyrkan uppfördes på 1100-talet eller 1200-talet. Sitt nuvarande utseende fick kyrkan vid ombyggnader på 1600-talet och 1700-talet. Nuvarande kor tillkom under 1600-talets andra hälft. Nuvarande sakristia byggdes 1702 och kyrktornet tillkom 1712.
Kyrkan består av ett långsträckt, rektangulärt långhus med åttakantigt kor i öster och kyrktorn i väster. Norr om koret finns en vidbyggd sakristia. Långhusets och sakristians valmade sadeltak är täckta med enkupigt lertegel. Torntaket är täckt med träspån och har en plåttäckt tornspira som kröns med en tupp.

## Inventarier
- Madonnaskulptur från tidigt 1200-tal i lind med anglosachsisk förebild. Höjd 80 cm. Verket är mycket skadat. På 1680-talet gömdes madonnan undan på vinden men togs fram igen efter 1924 års restaurering.[1]
- Ett rökelsekar av brons kan vara från 1300-talet.
- Ett nattvardskärl är från 1500-talet. En vinkanna i silver är från omkring år 1600.
- En träskulptur av Johannes Döparen är från omkring år 1400. Ytterligare medeltida träskulpturer föreställer heliga Birgitta och Erik den helige. Ett skadat processionskrucifix är också från medeltiden.
- Predikstolen är tillverkad 1698.
- Dopfunten av röd kalksten tillkom 1731.
- En ljuskrona av malm är daterad till 1767.

### Klockor
Lillklockan, som är medeltida, har inskrifter på halsen i form av fjorton egendomliga majuskelliknande bokstäver, som inte går att uttyda. Därtill finns ett kors och ett gjutarmärke.

## Orgel
Nuvarande orgel på den västra läktaren är byggd 1975 av Smedmans Orgelbyggeri. Den värdefulla fasaden med ursprungliga fasadpipor (Principal 2’) härstammar från den orgel som byggdes 1726 av Johan Niclas Cahman. Cahmanpositivets fasad utgör en viktig arkitektonisk del av kyrkans västparti. Instrumentet har åtta stämmor fördelade på manual och pedal.
| Manual (C-g3)     | Pedal (C-d1)  | Koppel  |
| ----------------- | ------------- | ------- |
| Gedackt 8'        | Subbas 16'    | Man/Ped |
| Salicional 8'     | Ged.-flöjt 4' |         |
| Rörflöjt 4'       |               |         |
| Principal 2'      |               |         |
| Nasat 1 1/3'      |               |         |
| Mixtur 3 chor     |               |         |
| Crescendosvällare |               |         |

## Bilder

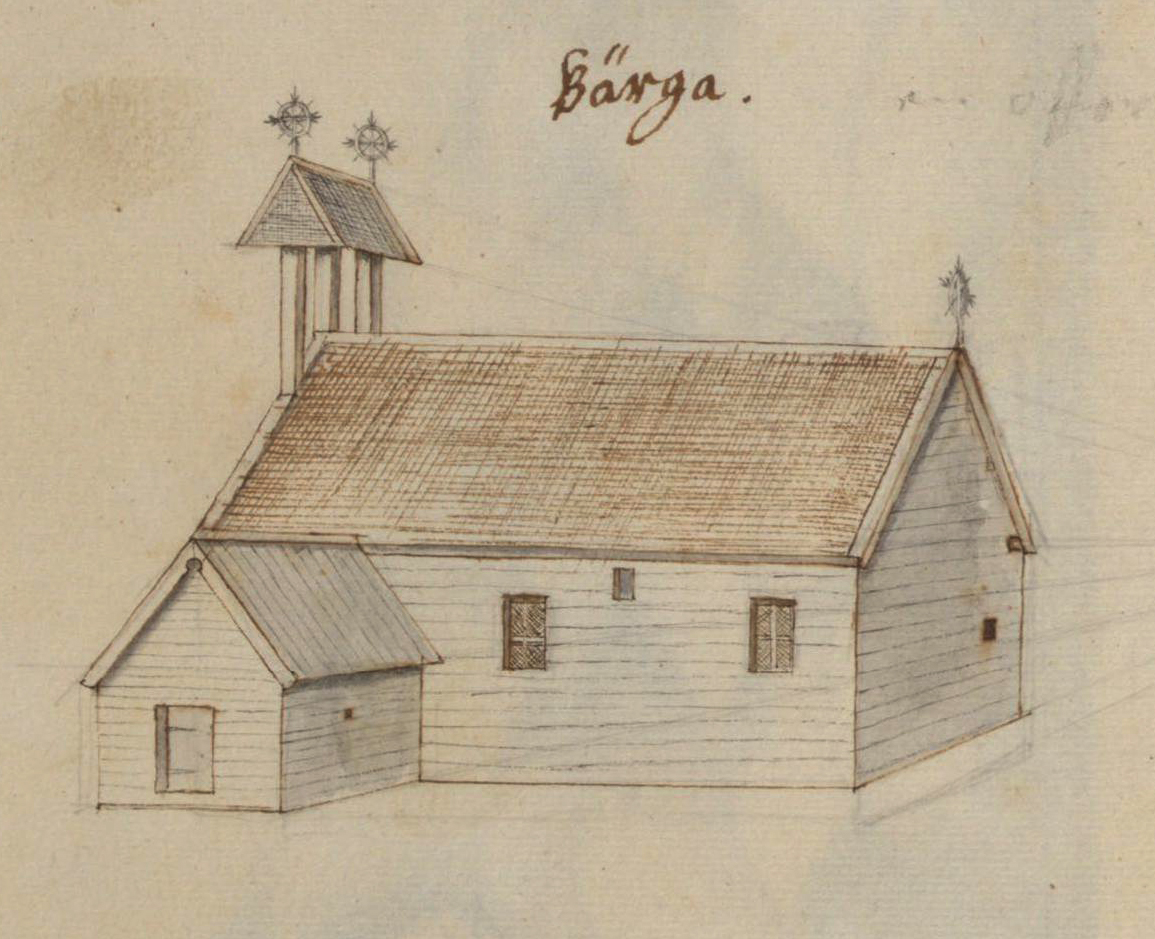
Kyrkan på teckning omkring 1670.
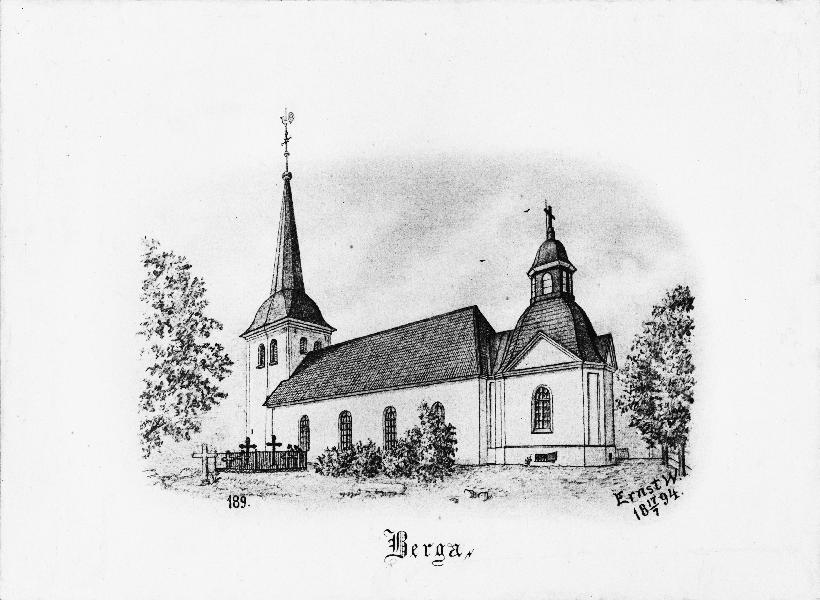
Kyrkan på teckning 1894.
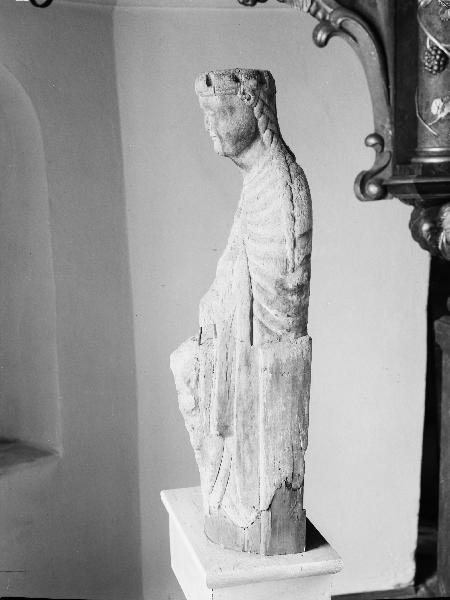
Madonnaskulpturen.

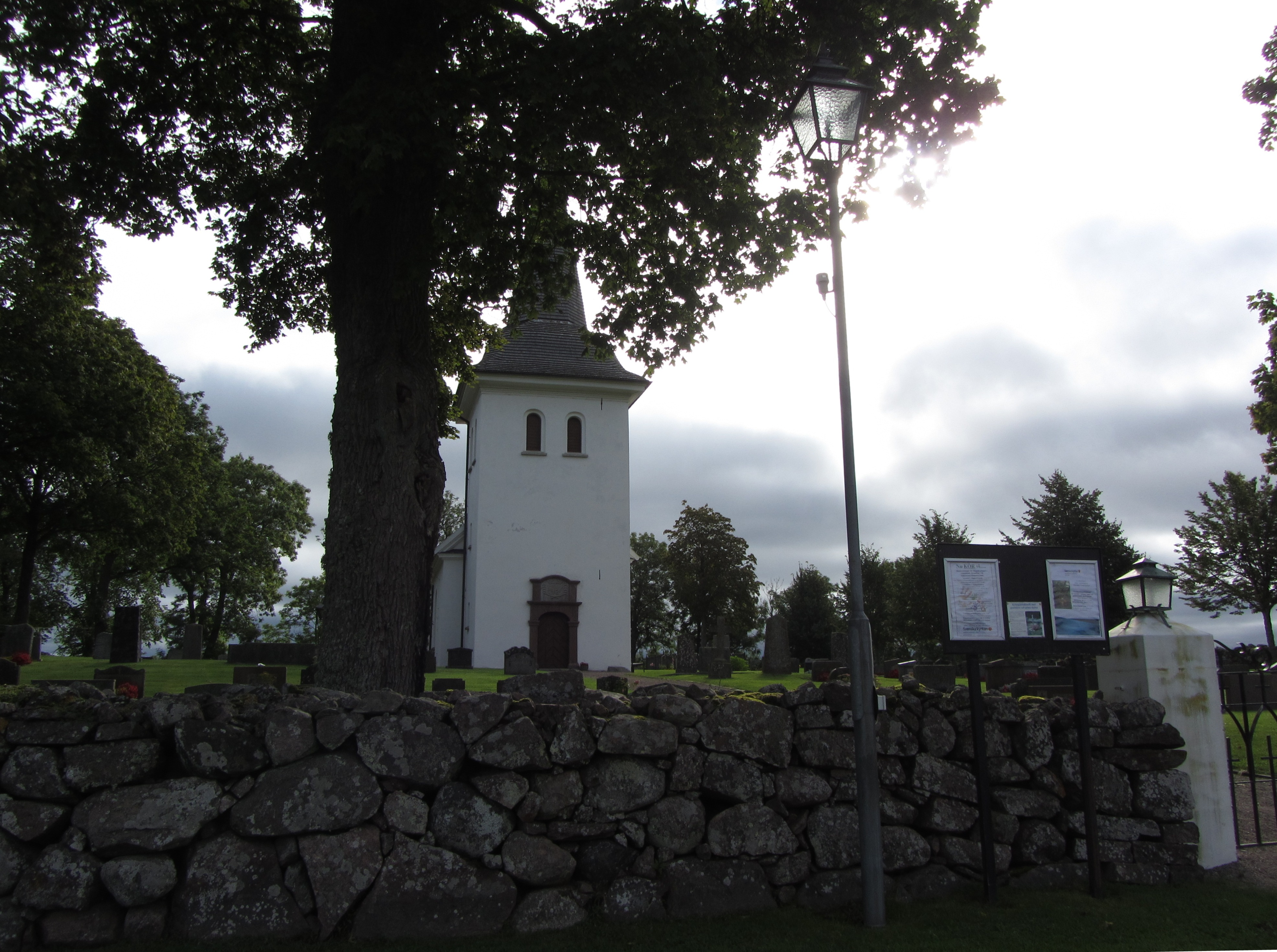
Exteriör.
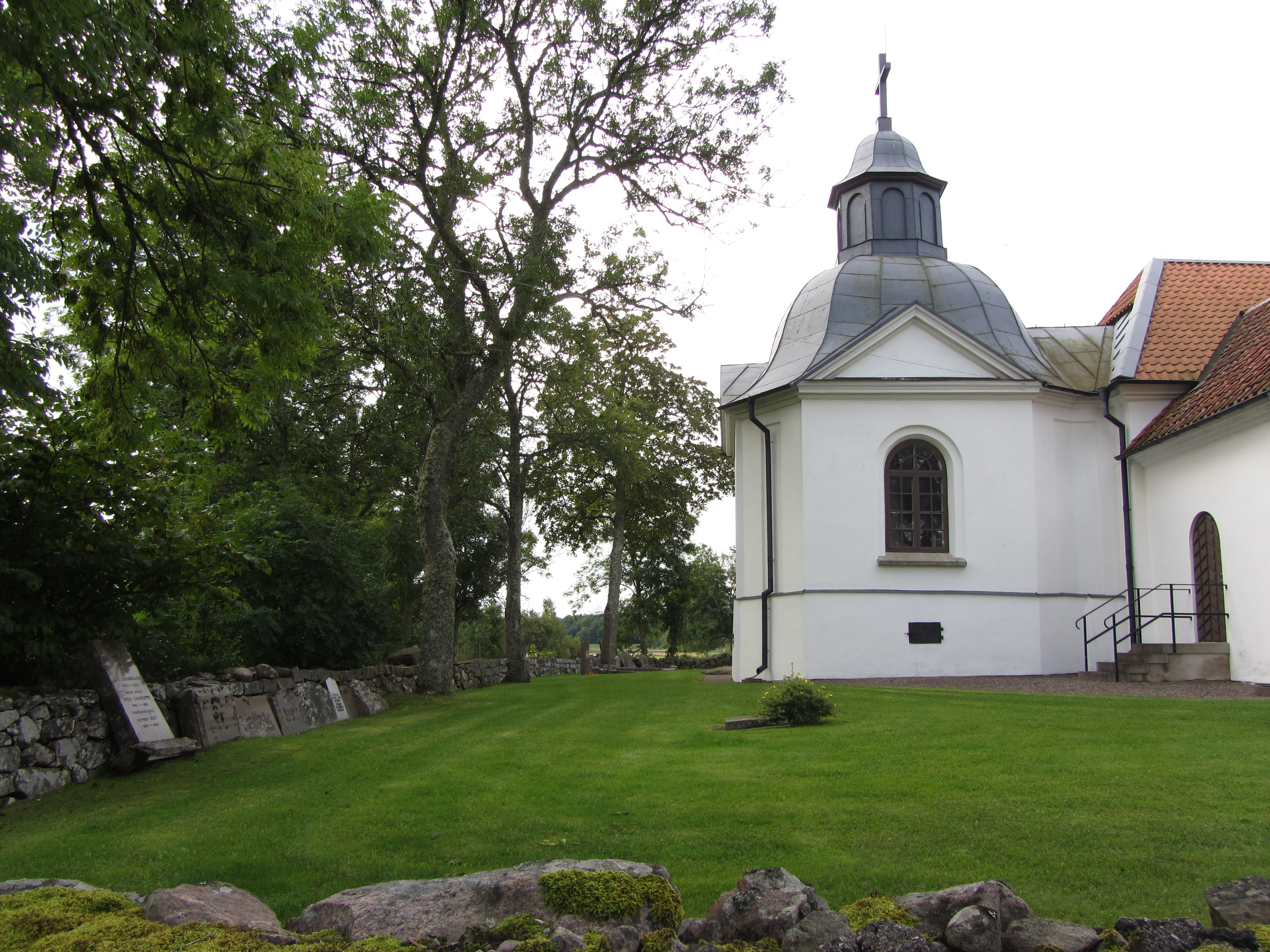
Exteriör.